# Kevin Eastman
Kevin Eastman, født 30 maj 1962, er en amerikansk serietegner. Han og Peter Laird skabte Teenage Mutant Ninja Turtles i 1984.